# Volleyball Casalmaggiore 2017-2018
Questa voce raccoglie le informazioni riguardanti il Volleyball Casalmaggiore nelle competizioni ufficiali della stagione 2017-2018.

## Stagione
La stagione 2017-18 è per il Volleyball Casalmaggiore, sponsorizzato dalla Pomì, la quinta consecutiva in Serie A1; come allenatore viene scelto Marcello Abbondanza, sostituito a campionato in corso da Cristiano Lucchi, e la rosa è del tutto modificata, con le uniche conferme di Immacolata Sirressi e Jovana Stevanović: tra i nuovi acquisti quelli di Martina Guiggi, Eleonora Lo Bianco, Brayelin Martínez, Valentina Zago, Ana Starčević, Zeng Chunlei, Sarah Pavan, queste ultime due cedute a stagione in corso, e Maret Grothues, arrivata a campionato iniziato, mentre le cessioni sono quelle di Lucia Bacchi, Lucia Bosetti, Lauren Gibbemeyer, Samanta Fabris, Carli Lloyd e Valentina Tirozzi.
Il campionato inizia con due sconfitte consecutive mentre la prima vittoria arriva alla terza giornata ai danni del Bergamo; dopo altre tre gare perse, la squadra di Casalmaggiore torna al successo battendo il Filottrano, per poi concludere il girone di andata con quattro stop e il nono posto in classifica, non utile per la qualificazione alla Coppa Italia. Il girone di ritorno comincia con una partita persa, contro l'Imoco, e una vinta, contro la Pallavolo Scandicci: segue quindi una serie di risultati altalenanti fino a chiudere la regular season con due sconfitte e due successi e la conferma del nono posto in classifica, non qualificandosi per i play-off scudetto.
Grazie ai risultati ottenuti nella scorsa stagione, la squadra partecipa alla Coppa CEV: supera i sedicesimi di finale e gli ottavi di finale battendo sia nella gara di andata che in quella di ritorno per 3-0 rispettivamente lo Sneek e il Békéscsabai, mentre nei quarti di finale viene sconfitta con un doppio 3-0 dallo Schweriner, venendo eliminata dalla competizione.

## Organigramma societario
Area direttiva
- Presidente: Massimo Boselli
- Dirigente: Andrea Formica, Giuseppe Storti, Giuseppe Pini, Massimo Ghini, Matteo Mennella, Pietro Dolci, Peter Panetta, Emanuele Saccenti, Davide Saccenti, Alessandro Truzzi, Alessi Morconi, Daniela Valentini
- Segreteria generale: Dorina Attolini

Area organizzativa
- Direttore generale: Giovanni Ghini
- Responsabile amministrativa: Raffaella Storti
- Team manager: Mario Angiolini
- Responsabile Champions League: Luciano Toscani
- Responsabile palasport: Stefano Ghelfi
- Responsabile tavolo score: Andrea Pini
- Responsabile led: Andrea Formica

Area tecnica
- Allenatore: Marcello Abbondanza (fino al 14 novembre 2017), Cristiano Lucchi (dal 15 novembre 2017)
- Scout man: Antonio Orlandi
- Assistente allenatore: Federico Bonini

Area comunicazione
- Ufficio stampa: Manuel Bongiovanni
- Responsabile tifosi: Mauro Amato
- Fotografo: Giuseppe Storti

Area marketing
- Ufficio marketing: Claudio De Felice
- Biglietteria: Francesca Borroni

Area sanitaria
- Medico: Claudio Toscani, Graziano Sassarini, Giacomina Pinardi
- Preparatore atletico: Ivan Bragagni
- Aiuto preparatore atletico: Andrea Soldi
- Fisioterapista: Diego Marutti, Andrea Cicognini

## Rosa
| N° | Nome                | Ruolo | Data di nascita   | Nazionalità sportiva |
| -- | ------------------- | ----- | ----------------- | -------------------- |
| 1  | Brayelin Martínez   | S     | 11 settembre 1996 | Rep. Dominicana      |
| 2  | Megan Cyr           | P     | 1º giugno 1990    | Canada               |
| 3  | Francesca Napodano  | L     | 17 gennaio 1999   | Italia               |
| 5  | Immacolata Sirressi | L     | 19 maggio 1990    | Italia               |
| 6  | Martina Guiggi      | C     | 1º maggio 1984    | Italia               |
| 7  | Maret Grothues      | S     | 16 settembre 1988 | Paesi Bassi          |
| 8  | Zeng Chunlei        | S/O   | 3 novembre 1989   | Cina                 |
| 9  | Sarah Pavan         | S/O   | 16 agosto 1986    | Canada               |
| 10 | Ana Starčević       | S     | 24 marzo 1986     | Croazia              |
| 11 | Andrea Drews        | S/O   | 25 dicembre 1993  | Stati Uniti          |
| 12 | Anastasia Guerra    | S     | 15 ottobre 1996   | Italia               |
| 13 | Valentina Zago      | S/O   | 21 febbraio 1990  | Italia               |
| 14 | Eleonora Lo Bianco  | P     | 22 dicembre 1979  | Italia               |
| 15 | Jovana Stevanović   | C     | 30 giugno 1992    | Serbia               |
| 17 | Giulia Rondon       | P     | 16 ottobre 1987   | Italia               |
| 18 | Marina Zambelli     | C     | 1º gennaio 1990   | Italia               |

## Mercato
| Acquisti | Acquisti           | Acquisti        | Acquisti   |
| R.       | Nome               | da              | Modalità   |
| -------- | ------------------ | --------------- | ---------- |
| P        | Megan Cyr          | Canada          | definitivo |
| S/O      | Andrea Drews       | SAB             | definitivo |
| S        | Maret Grothues     | Chemik Police   | definitivo |
| C        | Martina Guiggi     | Bergamo         | definitivo |
| P        | Eleonora Lo Bianco | Bergamo         | definitivo |
| S        | Brayelin Martínez  | UYBA            | definitivo |
| L        | Francesca Napodano | Volleyrò        | definitivo |
| S/O      | Sarah Pavan        | Shanghai        | definitivo |
| P        | Giulia Rondon      | Savino Del Bene | definitivo |
| S        | Ana Starčević      | Halkbank        | definitivo |
| S/O      | Valentina Zago     | Savino Del Bene | definitivo |
| C        | Marina Zambelli    | Neruda          | definitivo |
| S/O      | Zeng Chunlei       | Beijing         | definitivo |

| Cessioni | Cessioni          | Cessioni              | Cessioni   |
| R.       | Nome              | a                     | Modalità   |
| -------- | ----------------- | --------------------- | ---------- |
| S        | Lucia Bacchi      | Olimpia Teodora       | definitivo |
| S        | Lucia Bosetti     | Savino Del Bene       | definitivo |
| S/O      | Zeng Chunlei      | Beijing               | definitivo |
| P        | Megan Cyr         | Canada                | definitivo |
| S/O      | Samanta Fabris    | Imoco                 | definitivo |
| C        | Lauren Gibbemeyer | AGIL                  | definitivo |
| L        | Giulia Gibertini  | Adolfo Consolini      | definitivo |
| P        | Carli Lloyd       | -                     | svincolata |
| S        | Brayelin Martínez | Caribeñas             | definitivo |
| S/O      | Sarah Pavan       | -                     | svincolata |
| P        | Klara Perić       | Barcellona            | definitivo |
| S        | Valentina Tirozzi | San Casciano          | definitivo |
| S/O      | Carmen Țurlea     | -                     | ritirata   |
| C        | Lorena Zuleta     | Wealth Planet Perugia | definitivo |

## Risultati

### Serie A1

#### Girone di andata
| 1ª giornata - 14 ottobre 2017 PalaRadi, Cremona                 | Casalmaggiore   | 0 - 3 | Imoco         | 22-25, 20-25, 18-25               |
| 2ª giornata - 21 ottobre 2017 Palazzetto dello Sport, Scandicci | Savino Del Bene | 3 - 0 | Casalmaggiore | 25-18, 25-20, 25-19               |
| 3ª giornata - 29 ottobre 2017 PalaNorda, Bergamo                | Bergamo         | 1 - 3 | Casalmaggiore | 12-25, 19-25, 25-21, 23-25        |
| 4ª giornata - 4 novembre 2017 PalaRadi, Cremona                 | Casalmaggiore   | 1 - 3 | Pro Victoria  | 19-25, 25-20, 21-25, 13-25        |
| 5ª giornata - 12 novembre 2017 PalaRadi, Cremona                | Casalmaggiore   | 0 - 3 | Pesaro        | 25-27, 23-25, 13-25               |
| 6ª giornata - 19 novembre 2017 Nelson Mandela Forum, Firenze    | San Casciano    | 3 - 2 | Casalmaggiore | 19-25, 25-27, 25-17, 25-22, 15-11 |
| 7ª giornata - 22 novembre 2017 PalaRadi, Cremona                | Casalmaggiore   | 3 - 0 | Filottrano    | 25-14, 25-15, 25-20               |
| 8ª giornata - 25 dicembre 2017 PalaTerdoppio, Novara            | AGIL            | 3 - 2 | Casalmaggiore | 24-26, 20-25, 25-23, 25-20, 16-14 |
| 9ª giornata - 3 dicembre 2017 PalaBorsani, Castellanza          | SAB             | 3 - 2 | Casalmaggiore | 18-25, 25-18, 15-25, 25-23, 23-21 |
| 10ª giornata - 8 dicembre 2017 PalaRadi, Cremona                | Casalmaggiore   | 2 - 3 | Busto Arsizio | 19-25, 25-17, 25-17, 19-25, 10-15 |
| 11ª giornata - 17 dicembre 2017 PalaPanini, Modena              | River           | 3 - 1 | Casalmaggiore | 25-20, 23-25, 25-17, 25-20        |

#### Girone di ritorno
| 12ª giornata - 26 dicembre 2017 PalaVerde, Villorba          | Imoco         | 3 - 1 | Casalmaggiore   | 25-16, 24-26, 25-21, 25-14        |
| 13ª giornata - 6 gennaio 2018 PalaRadi, Cremona              | Casalmaggiore | 3 - 1 | Savino Del Bene | 25-19, 15-25, 25-21, 25-18        |
| 14ª giornata - 14 gennaio 2018 PalaRadi, Cremona             | Casalmaggiore | 2 - 3 | Bergamo         | 25-19, 19-25, 19-25, 25-22, 10-15 |
| 15ª giornata - 17 gennaio 2018 Palazzetto dello Sport, Monza | Pro Victoria  | 3 - 1 | Casalmaggiore   | 25-20, 25-18, 17-25, 25-20        |
| 16ª giornata - 20 gennaio 2018 PalaCampanara, Pesaro         | Pesaro        | 3 - 1 | Casalmaggiore   | 19-25, 25-23, 25-16, 25-21        |
| 17ª giornata - 27 gennaio 2018 PalaRadi, Cremona             | Casalmaggiore | 3 - 1 | San Casciano    | 25-22, 26-24, 16-25, 25-17        |
| 18ª giornata - 4 febbraio 2018 PalaBaldinelli, Osimo         | Filottrano    | 3 - 1 | Casalmaggiore   | 25-21, 25-23, 22-25, 25-20        |
| 19ª giornata - 10 febbraio 2018 PalaRadi, Cremona            | Casalmaggiore | 3 - 1 | AGIL            | 25-23, 30-28, 15-25, 25-22        |
| 20ª giornata - 25 febbraio 2018 PalaRadi, Cremona            | Casalmaggiore | 3 - 2 | SAB             | 25-18, 15-25, 25-21, 23-25, 21-19 |
| 21ª giornata - 5 marzo 2018 PalaYamamay, Busto Arsizio       | Busto Arsizio | 3 - 1 | Casalmaggiore   | 22-25, 25-14, 25-15, 25-18        |
| 22ª giornata - 10 marzo 2018 PalaRadi, Cremona               | Casalmaggiore | 2 - 3 | River           | 25-17, 25-20, 21-25, 24-26, 10-15 |

### Coppa CEV
| Sedicesimi di finale (andata) - 13 dicembre 2017 Sneker Sporthal, Súdwest-Fryslân | Sneek         | 0 - 3 | Casalmaggiore | 18-25, 24-26, 14-25        |
| Sedicesimi di finale (ritorno) - 12 gennaio 2018 PalaRadi, Cremona                | Casalmaggiore | 3 - 0 | Sneek         | 25-17, 25-19, 25-17        |
| Ottavi di finale (andata) - 23 gennaio 2018 Városi Sportcsarnok, Békéscsaba       | Békéscsabai   | 0 - 3 | Casalmaggiore | 20-25, 14-25, 15-25        |
| Ottavi di finale (ritorno) - 7 febbraio 2018 PalaRadi, Cremona                    | Casalmaggiore | 3 - 0 | Békéscsabai   | 25-22, 25-18, 25-17        |
| Quarti di finale (andata) - 21 febbraio 2018 PalaRadi, Cremona                    | Casalmaggiore | 0 - 3 | Schweriner    | 33-35, 20-25, 15-25        |
| Quarti di finale (ritorno) - 1º marzo 2018 ARENA Schwerin, Schwerin               | Schweriner    | 3 - 1 | Casalmaggiore | 25-18, 20-25, 25-15, 28-26 |

## Statistiche

### Statistiche di squadra
| Competizione | Punti | In casa | In casa | In casa | In trasferta | In trasferta | In trasferta | Totale | Totale | Totale |
| Competizione | Punti | G       | V       | P       | G            | V            | P            | G      | V      | P      |
| ------------ | ----- | ------- | ------- | ------- | ------------ | ------------ | ------------ | ------ | ------ | ------ |
| Serie A1     | 23    | 11      | 5       | 6       | 11           | 1            | 10           | 22     | 6      | 16     |
| Coppa CEV    | -     | 3       | 2       | 1       | 3            | 2            | 1            | 6      | 4      | 2      |
| Totale       | -     | 14      | 7       | 7       | 14           | 3            | 11           | 28     | 10     | 18     |

G = partite giocate; V = partite vinte; P = partite perse

### Statistiche dei giocatori
| Giocatore     | Serie A1 | Serie A1 | Serie A1 | Serie A1 | Serie A1 | Coppa CEV | Coppa CEV | Coppa CEV | Coppa CEV | Coppa CEV | Totale | Totale | Totale | Totale | Totale |
| Giocatore     | P        | PT       | AV       | MV       | BV       | P         | PT        | AV        | MV        | BV        | P      | PT     | AV     | MV     | BV     |
| ------------- | -------- | -------- | -------- | -------- | -------- | --------- | --------- | --------- | --------- | --------- | ------ | ------ | ------ | ------ | ------ |
| M. Cyr        | 4        | 3        | 2        | 1        | 0        | -         | -         | -         | -         | -         | 4      | 3      | 2      | 1      | 0      |
| A. Drews      | 8        | 107      | 93       | 5        | 9        | 4         | 61        | 51        | 5         | 5         | 12     | 168    | 144    | 10     | 14     |
| M. Grothues   | 8        | 58       | 55       | 2        | 1        | 4         | 23        | 19        | 2         | 2         | 12     | 81     | 74     | 4      | 3      |
| A. Guerra     | 15       | 101      | 78       | 10       | 13       | 3         | 21        | 17        | 0         | 4         | 18     | 122    | 95     | 10     | 17     |
| M. Guiggi     | 21       | 222      | 156      | 46       | 20       | 5         | 42        | 32        | 6         | 4         | 26     | 264    | 188    | 52     | 24     |
| E. Lo Bianco  | 17       | 11       | 6        | 5        | 0        | 5         | 5         | 1         | 2         | 2         | 22     | 16     | 7      | 7      | 2      |
| B. Martínez   | 18       | 266      | 231      | 27       | 8        | 4         | 30        | 25        | 3         | 2         | 22     | 296    | 256    | 30     | 10     |
| F. Napodano   | 21       | 1        | 0        | 0        | 1        | 4         | 0         | 0         | 0         | 0         | 25     | 1      | 0      | 0      | 1      |
| S. Pavah      | 12       | 199      | 178      | 13       | 8        | 1         | 8         | 6         | 0         | 2         | 13     | 207    | 184    | 13     | 10     |
| G. Rondon     | 21       | 24       | 19       | 4        | 1        | 6         | 3         | 1         | 1         | 1         | 27     | 27     | 20     | 5      | 2      |
| I. Sirressi   | 21       | 0        | 0        | 0        | 0        | 5         | 0         | 0         | 0         | 0         | 26     | 0      | 0      | 0      | 0      |
| A. Starčević  | 21       | 141      | 119      | 14       | 8        | 6         | 36        | 31        | 2         | 3         | 27     | 177    | 150    | 16     | 11     |
| J. Stevanović | 22       | 256      | 179      | 58       | 19       | 5         | 53        | 34        | 11        | 8         | 27     | 309    | 213    | 69     | 27     |
| V. Zago       | 21       | 58       | 44       | 7        | 7        | 6         | 25        | 19        | 3         | 3         | 27     | 83     | 63     | 10     | 10     |
| M. Zambelli   | 2        | 1        | 1        | 0        | 0        | 4         | 12        | 7         | 4         | 1         | 6      | 13     | 8      | 4      | 1      |
| C. Zeng       | 6        | 2        | 2        | 0        | 0        | -         | -         | -         | -         | -         | 6      | 2      | 2      | 0      | 0      |

P = presenze; PT = punti totali; AV = attacchi vincenti; MV = muri vincenti; BV = battute vincenti